# Paul Naredi-Rainer
Paul Naredi-Rainer (* 22. März 1950 in Knittelfeld, Steiermark, außerhalb Österreichs auch Paul von Naredi-Rainer) ist ein österreichischer Architektur- und Kunsthistoriker. Er war Professor für Kunstgeschichte an der Universität Innsbruck.

## Leben
Naredi-Rainer absolvierte das humanistische Gymnasium der Benediktiner in Seckau. Er studierte Kunstgeschichte, Musikwissenschaft, Archäologie und Philosophie an den Universitäten Graz und Bonn. 1975 wurde er zum Dr. phil. an der Universität Graz promoviert. Von 1976 bis 1988 leitete er das Rheinische Bildarchiv. 1982 erfolgte seine Habilitation für allgemeine Kunstgeschichte. Nach Lehrstuhlvertretung an der Universität zu Köln (1985/86) war er seit 1988 Ordinarius für Kunstgeschichte an der Universität Innsbruck, wo er 2018 emeritiert wurde.
Naredi-Rainer gehörte mit Brigitte Hamann und Franz Herre zum „Intelligenzteam“ der 26-teiligen WDR-Sendereihe Puzzle – Ein Denkspiel für 3XKluge. Autor und Produzent: Claus Spahn, 1984. Die WDR-Serie war ein großer Erfolg und wurde seit 1984 fast 15 Jahre produziert. Die drei 3xKlugen wurden durch sie populär. 

## Auszeichnungen
- 2007: Tiroler Landespreis für Wissenschaft
- 2010: Dedikation der Festschrift de re artificiosa (hgg. von Lukas Madersbacher und Thomas Steppan; Regensburg, Schnell&Steiner)

## Schriften
- Architektur und Harmonie. Zahl, Maß und Proportion in der abendländischen Baukunst, Köln (DuMont-Dokumente) 1982, 7. Aufl. 2001
- Salomos Tempel und das Abendland. Monumentale Folgen historischer Irrtümer(mit einem Beitrag von Cornelia Limpricht), Köln (DuMont) 1994
- Zwischen Stadt und Kult. Die Sprache moderner Museumsarchitektur (Siebente Sigurd Greven-Vorlesung, gehalten am 15. Mai 2003 im Museum Schnütgen, Köln), Köln 2003